# Zorotypus cramptoni
Zorotypus cramptoni är en jordlusart som beskrevs av Gurney 1938. Zorotypus cramptoni ingår i släktet Zorotypus och familjen Zorotypidae. Inga underarter finns listade i Catalogue of Life.